# Jean-Baptiste-François Génillion
Jean-Baptiste-François Génillion, né en 1750 à Paris où il est mort le 27 janvier 1829, est un peintre et ingénieur français.

## Biographie

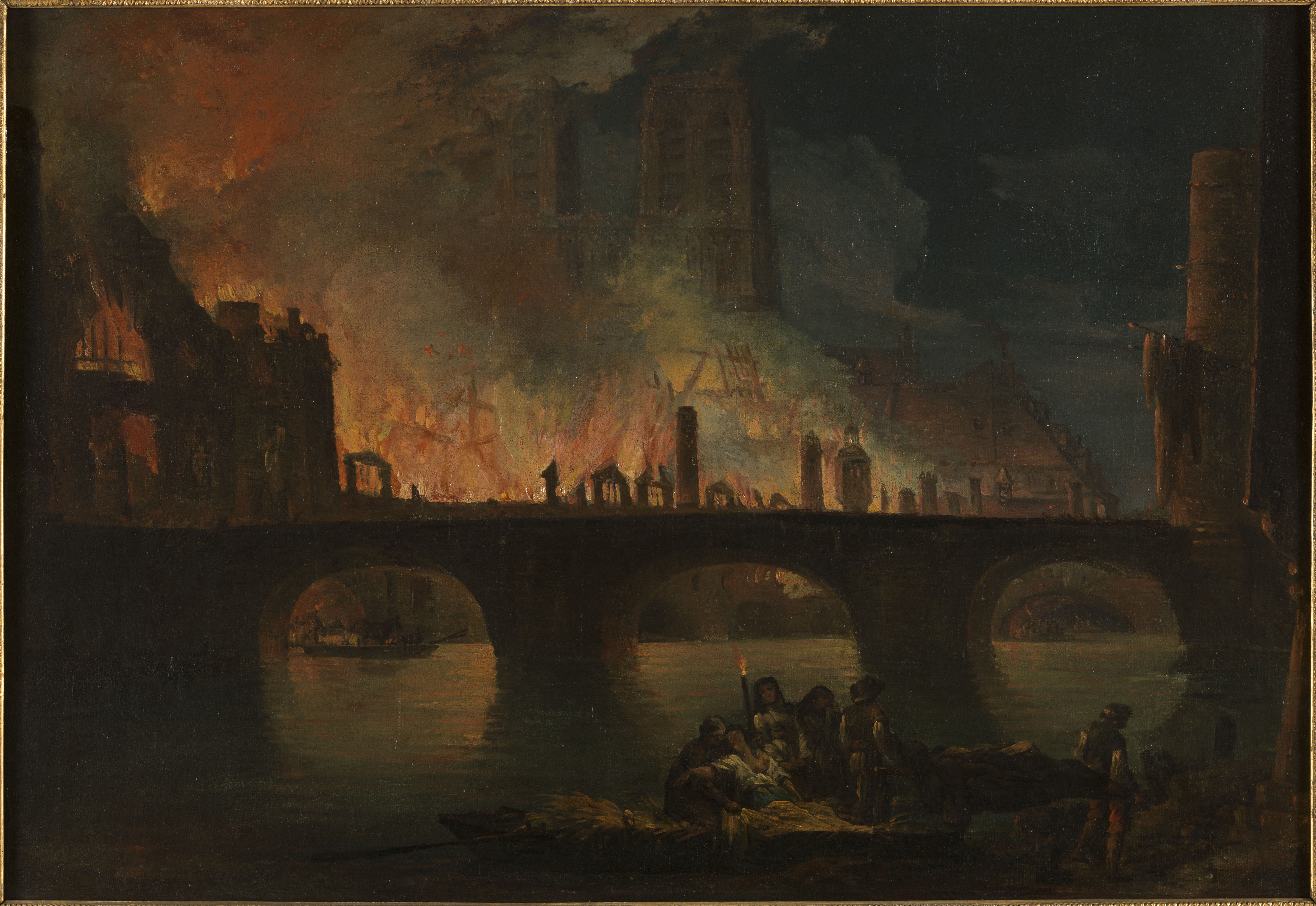
L'Incendie de l'Hôtel-Dieu, en 1772, musée Carnavalet, Paris.

Génillion est l’élève de Joseph Vernet, dont les travaux sur les Ports de France auront une grande influence sur sa production artistique. Il participe au Salon de la correspondance de 1779, 1781, 1782 et 1783, puis à celui du palais du Louvre de 1791 à 1819.
Il meurt le 27 janvier 1829 au palais de l’Institut à Paris.

## Œuvre
Ses thèmes de prédilection portent sur les marines, les paysages urbains, les paysages de cours d'eau, ainsi que les scènes dramatiques d'incendies.
Ses œuvres sont conservées au palais des beaux-arts de Lille, au musée Carnavalet à Paris, au Bowes Museum à Barnard Castle, et au Cabinet d'arts graphiques des musées d'art et d'histoire de Genève.